# Okrouhlá u Chebu

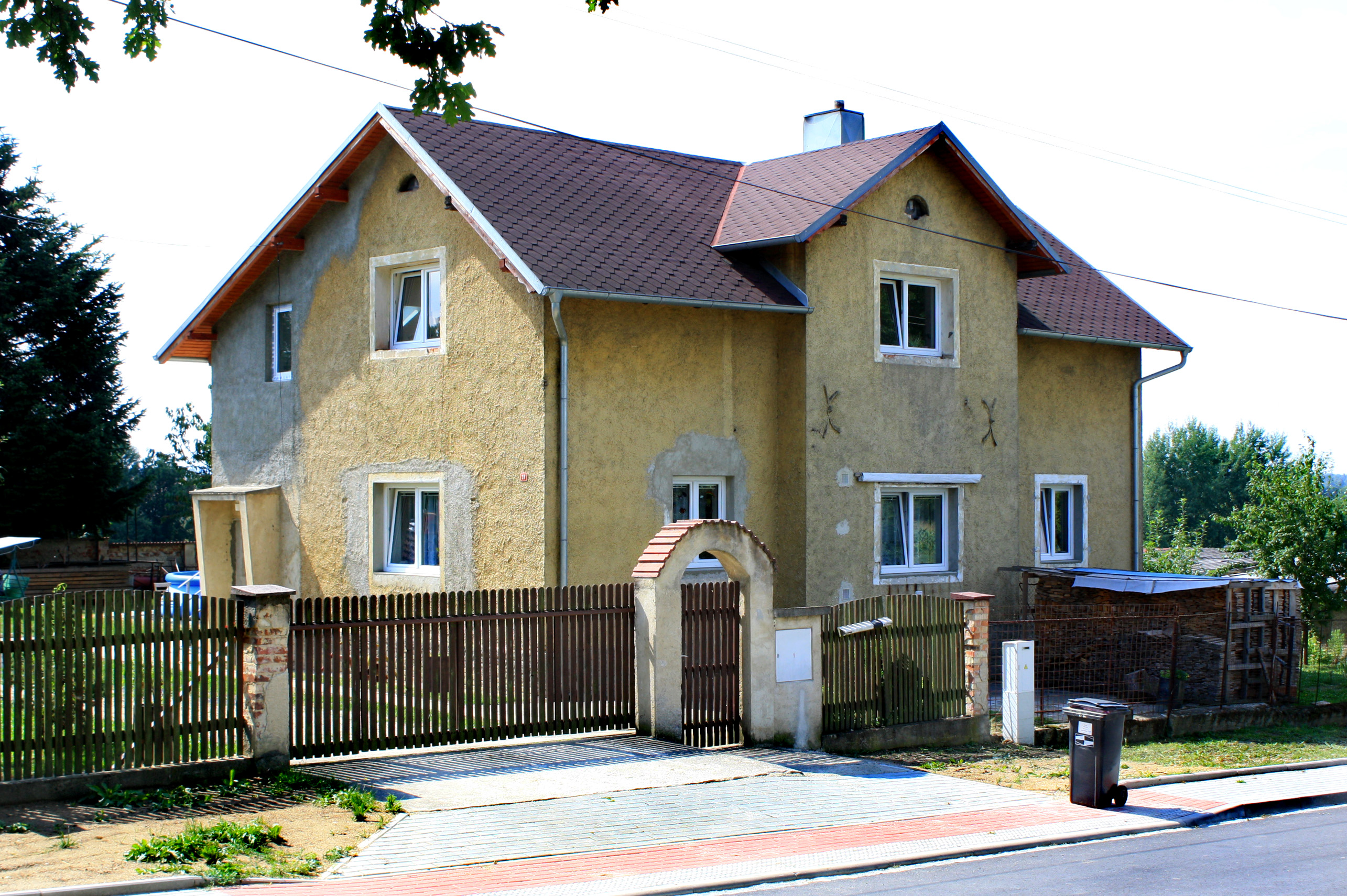
Okrouhlá

Okrouhlá (deutsch Scheibenreuth) ist eine Gemeinde in Tschechien. Sie liegt neun Kilometer östlich des Stadtzentrums von Cheb und gehört zum Okres Cheb.

## Geographie

### Geographische Lage
Okrouhlá befindet sich im Südosten des Egerbeckens am Stausee Jesenice. Nördlich erhebt sich der Hügel Rovina (Vorderlustberg, 481 m). Durch den Ort führt die Staatsstraße 21 zwischen Cheb und Planá. Im Süden liegt das Waldgebiet Lažanský les.

### Gemeindegliederung
Die Gemeinde Okrouhlá besteht aus den Ortsteilen Jesenice (Gaßnitz) und Okrouhlá (Scheibenreuth), die zugleich auch Katastralbezirke bilden. Zu Okrouhlá gehören außerdem die Wüstung Nový Dvůr (Neuhof).

### Nachbargemeinden
Nachbarorte sind Trpěš und Lipoltov im Norden, Tuřany im Nordosten, Úval und Velká Šitboř im Osten, Žírnice im Südosten, Salajna, Dolní Lažany und Horní Lažany im Süden, Žirnice im Südwesten, Stebnice und Dřenice im Westen sowie Jesenice im Nordwesten.

## Geschichte
Die erste urkundliche Erwähnung des Ortes erfolgte im Jahre 1299 als Besitz der Herren von Paulsdorf, die das Dorf bis 1421 hielten. Während dieser Zeit verliehen die Paulsdorfer Scheibenreuth an verschiedene Egerer Bürger. In der Mitte des 15. Jahrhunderts erwarb das Egerer Patriziergeschlecht Juncker den Ort, um 1570 ging der Besitz an die Familie Krahmer über. Zwischen 1633 und 1779 waren die Schmiedl von Seeberg Besitzer von Scheibenreuth. Anschließend erwarb die Müllerfamilie Muck den Ort. 1792 entstand das Schlösschen Neuhof.
Nach der Ablösung der Patrimonialherrschaften bildete Scheibenreuth mit dem Ortsteil Neuhof ab 1850 eine Gemeinde im Gerichtsbezirk Eger bzw. Bezirk Eger. 1885 verkauften die Muck die Feste und den Grundbesitz in Scheibenreuth an die Familie Oehmisch, die 1888 die Feste zu einem Schlösschen umbauen ließ und 1945 enteignet wurde. 1930 lebten in Scheibenreuth 195 Menschen, 1939 waren es 192. Nach dem Münchner Abkommen wurde das Dorf 1938 in das Deutsche Reich eingegliedert und gehörte von 1939 bis 1945 zum Landkreis Eger. Nach dem Zweiten Weltkrieg kam Scheibenreuth zur Tschechoslowakei zurück; die deutschen Bewohner wurden vertrieben. Schloss und Gut Scheibenreut wurden verstaatlicht. 1948 erhielt die Gemeinde den Namen Okrouhlá und Neuhof wurde in Nový Dvůr umbenannt. In den Jahren 1957 bis 1960 wurde an der Wondreb die Talsperre Jesenice errichtet. Dabei wurde das Dorf Jesenice überflutet und am Ufer der Talsperre entstand östlich des alten Standortes eine neue Ansiedlung. Auch Dřenice versank bis auf die Kirche und einige Häuser im Stausee. Die Ansiedlung Nový Dvůr erlosch in den 1960er Jahren. 1961 wurde Jesenice eingemeindet. Zwischen 1976 und 1990 war Okrouhlá ein Ortsteil der Gemeinde Dolní Žandov.
Am 3. Juli 1982 landete der deutsche Pilot Friedemann Späth mit einer Piper PA-18 auf einer Wiese an der Staatsstraße 21 bei Okrouhlá und flog als Fluchthelfer mit zwei DDR-Flüchtlingen aus Rudolstadt über den Eisernen Vorhang nach Pegnitz.
Okrouhlá ist eine der sieben Mitgliedsgemeinden der Mikroregion Chebská pánev.

## Sehenswürdigkeiten
- Feste Okrouhlá, errichtet im 14. Jahrhundert und 1888 zum Schlösschen umgebaut. Seit 1990 befindet sich das Schlösschen Okrouhlá wieder in Privatbesitz.
- Waldstein-Eiche (Valdštejnův dub); die auf 400 Jahre geschätzte  Sommereiche mit einem Stammumfang von 6,74 m ist als Baumdenkmal geschützt.